# Victoria Smurfit
Victoria Smurfit (31 maart 1974) is een Ierse actrice. Smurfit is bekend door haar rol als Orla O'Connell in de BBC-televisieserie Ballykissangel. Sedert 2003 heeft zij de leidende rol van Kate Buffery in de politieserie Trial and Retribution als DCI Roisin Connor overgenomen. In 2022 speelt zij een hoofdrol in seizoen 2 van Bloodlands.
Haar familie is een van de rijkste van Ierland. Zij werd opgevoed aan de Church of Ireland school, St Columba’s College in Dublin.
Victoria Smurfit was van 2000 tot 2015 getrouwd met Douglas Baxter, met wie zij twee dochters heeft.

## Selectie van haar acteerloopbaan
- Ivanhoe (1997) - Rowena
- Berkeley Square (tv-serie; 1998) - Hannah Randall
- Ballykissangel (tv-serie; 1998-1999) - Orla O'Connell
- The Wedding Tackle (2000) - Clodagh
- The Beach - weermeisje
- Cold Feet - Jane Fitzpatrick
- About a Boy (2002) - Suzie
- Bulletproof Monk (2003) - Nina
- Trial and Retribution (2003-) - hoofdinspecteur Roisin Connor
- Dracula (tv-serie; 2013) - Lady Jayne Wetherby
- Once Upon a Time (tv-serie; 2014-) - Cruella De Vil
- Marcella (tv-serie; 2018) - Maya Whitman
- Around the World in 80 Days (tv-serie; 2021) -  Lady Clemency Rowbotham